# Latridius nidicola
Latridius nidicola är en skalbaggsart som först beskrevs av Mary E. Palm 1944.  Latridius nidicola ingår i släktet Latridius, och familjen mögelbaggar. Arten är reproducerande i Sverige.